# 海訥默伊登

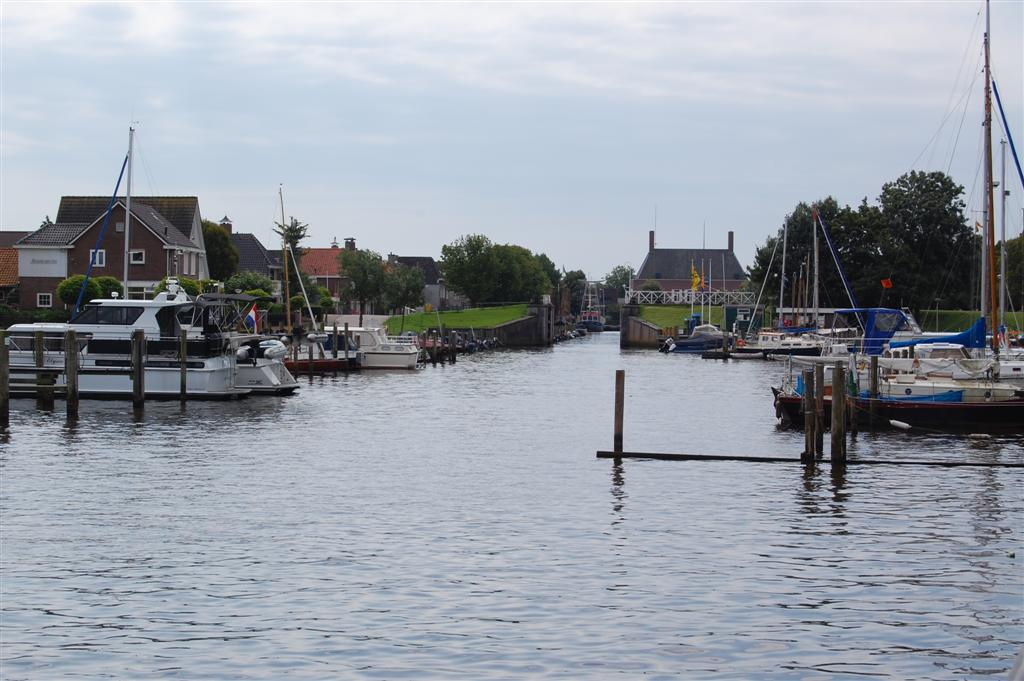

海訥默伊登（Genemuiden）是荷蘭的城市，位於該國東部，由上愛塞省負責管轄，該市在1866年的大火中被完全燒毀，2008年人口10,069，是該省第三大城市，居民主要信奉基督教。

## 外部連結
- 官方網站 （页面存档备份，存于） (荷語)
- Website Tapijt Museum / Carpet Museum Genemuiden （页面存档备份，存于） (荷語)
- 海訥默伊登新聞 （页面存档备份，存于） (荷語)
- 海訥默伊登相片集 （页面存档备份，存于） (荷語)

52°38′N 6°03′E / 52.633°N 6.050°E